# Soulmate
Soulmate (englisch für „Seelenverwandter“)  ist ein Lied der britischen Popsängerin Natasha Bedingfield aus dem Jahr 2007.

## Entstehung und Veröffentlichung
Das Lied wurde von der Interpretin selbst, zusammen mit den Koautoren Mads Hauge und David Tench, getextet beziehungsweise komponiert. Bedingfield zeichnete darüber hinaus mit Patrick Leonard auch für die Produktion verantwortlich.
Die Erstveröffentlichung von Soulmate erfolgte als Teil von Natasha Bedingfields zweiten Studioalbum N.B. am 27. April 2007 bei RCA Records. Am 28. Juni 2007 erschien das Lied als zweite Singleauskopplung aus dem Album.

## Inhalt
Im Lied geht es um das lyrische Ich, das die Sehnsüchte zu einem Seelenverwandten beschreibt. So fragt es, wer sich nicht danach sehne, jemanden zu halten und wer wisse, wie man dich liebt, ohne dass man es ihm sagt und jemand ihn mitteilt, warum es alleine ist und es für jeden einen Seelenverwandten gibt. („Who doesn’t long for someone to hold? Who knows how to love you, without being told. Somebody tell me, why I’m on my own. If there’s a soulmate for everyone.“).

## Musikvideo
Das dazugehörige Musikvideo wurde im Mai 2007 von dem Regisseur Mark Pellington in Los Angeles gedreht. Das Video beginnt mit einer Nahaufnahme von der Interpretin Natasha Bedingfield in einem dunklen Raum. Im weiteren Verlauf des Videos zoomt die Kamera langsam heraus und gibt den Blick auf den Raum frei, in dem sich ein Sofa und ein Spiegel befinden. Im gesamten Video sind Aufnahmen von Bedingfield in einem grauen Kleid vor hellem Hintergrund, sich küssenden Menschen und Wolkenkratzern eingefügt. Das Video verzeichnet aktuell auf der Videoplattform YouTube über 26 Millionen Aufrufe.

## Rezeption

### Chartplatzierungen
| ChartsChartplatzierungen       | Höchstplatzierung | Wochen |
| ------------------------------ | ----------------- | ------ |
| Deutschland (GfK)              | 12 (32 Wo.)       | 32     |
| Österreich (Ö3)                | 7 (33 Wo.)        | 33     |
| Schweiz (IFPI)                 | 7 (38 Wo.)        | 38     |
| Vereinigte Staaten (Billboard) | 96 (2 Wo.)        | 2      |
| Vereinigtes Königreich (OCC)   | 7 (14 Wo.)        | 14     |

| ChartsJahrescharts (2007) | Platzierung |
| ------------------------- | ----------- |
| Deutschland (GfK)         | 44          |
| Schweiz (IFPI)            | 41          |

| ChartsJahrescharts (2008) | Platzierung |
| ------------------------- | ----------- |
| Österreich (Ö3)           | 44          |

### Auszeichnungen für Musikverkäufe
| Land/Region        | Auszeichnungen für Musikverkäufe (Land/Region, Auszeichnung, Verkäufe) | Verkäufe |
| ------------------ | ---------------------------------------------------------------------- | -------- |
| Deutschland (BVMI) | Gold                                                                   | 150.000  |
| Insgesamt          | 1× Gold ·                                                              | 150.000  |